# Jacotitypus empeyi
Jacotitypus empeyi là một loài tò vò trong họ Ichneumonidae.